# Elaphidionopsis fasciatipennis
Elaphidionopsis fasciatipennis là một loài bọ cánh cứng trong họ Cerambycidae.